# Doyle (Tennessee)
Pour les articles homonymes, voir Doyle.
Doyle est une municipalité américaine située dans le comté de White au Tennessee.
Selon le recensement de 2010, Doyle compte 537 habitants. La municipalité s'étend sur 1,31 mille carré (3,39 km2).
Doyle est une municipalité depuis 1905. Elle doit son nom à l'un de ses premiers habitants d'origine irlandaise.